# Metacalanus curvirostris
Metacalanus curvirostris is een eenoogkreeftjessoort uit de familie van de Arietellidae. De wetenschappelijke naam van de soort is voor het eerst geldig gepubliceerd in 1985 door Ohtsuka.